# راسيل فيليبس (لاعب هوكي الجليد)
راسيل فيليبس هو لاعب هوكي الجليد كندي، ولد في 17 سبتمبر 1888، وتوفي في 22 أغسطس 1949.